# Javier Urra

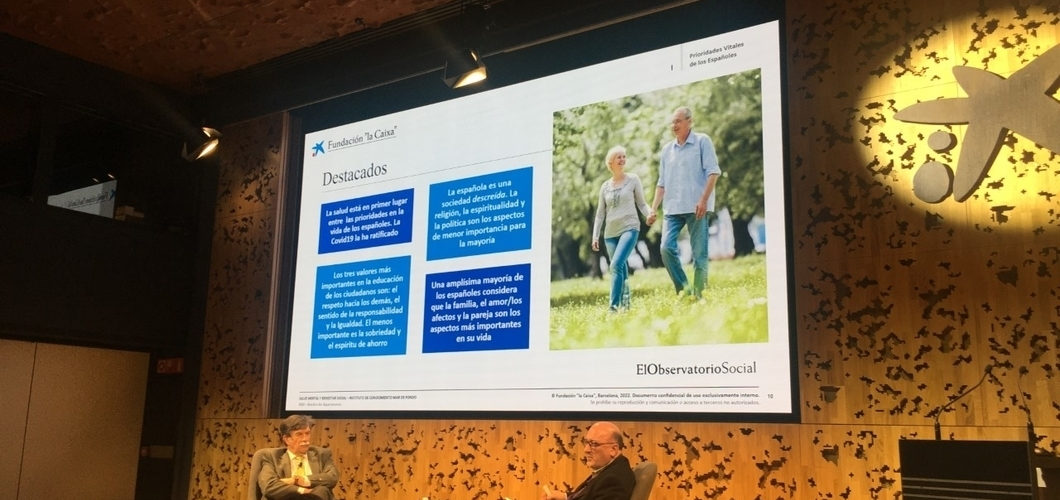
Javier Urra y Enrique Domingo sentados en la Charla sobre psicología y Salud Mental con la presentación de destacados

Javier Urra Portillo (Estella, Navarra, 12 de septiembre de 1957) es un psicólogo y divulgador español.

## Biografía
Es psicólogo forense en la Fiscalía del Tribunal Superior de Justicia y Juzgados de Menores de Madrid desde 1985. Durante tres años trabajó con jóvenes muy conflictivos en el Centro Piloto Nacional de Reforma de Cuenca y desde entonces desarrolla su labor en la Fiscalía del Tribunal Superior de Justicia y en los Juzgados de Menores de Madrid. Saltó a la escena pública cuando en 1996 fuera nombrado Defensor del menor de la Comunidad de Madrid, puesto que mantuvo hasta 2001. Desde ese mismo año es profesor de Ética y Deontología en 5º de Psicología en el Centro Universitario Cardenal Cisneros, Universidad de Alcalá. Además, desde 2007, es presidente de la Comisión Deontológica del Colegio Oficial de Psicólogos de Madrid.
Ha sido llamado como experto por el Congreso y Senado Español. Además, ha representado a España en foros internacionales como Naciones Unidas, o el Parlamento Europeo. Imparte múltiples conferencias y cursos en España y en el extranjero. Colabora como contertulio en numerosos programas de radio y televisión en cadenas como Onda Madrid Radio, Canal 33, Punto Radio, Antena 3 TV, Aragón Televisión y Canal Sur TV, y colaborador de La noche menos pensada dirigida por Manuel Hernández Hurtado.
También forma parte del grupo de expertos del Instituto Coca-Cola de la Felicidad. Actualmente dirige el programa Recurra-GINSO para dar solución a los padres que se encuentran en conflicto con sus hijos.
Desde octubre de 2012 forma parte del Consejo Asesor de la ONG Padres 2.0.
Tiene la costumbre de levantarse a las cuatro y media de la madrugada cada día del año, sábados y domingos incluidos, según declaró al programa La Azotea de la Cadena TRECE el 16 de mayo de 2022.
Está casado y es padre de dos hijos.

## Publicaciones
- Violencia, memoria amarga (1997)
- Niños y no tan niños (1998)
- Adolescentes en conflicto (2000)
- Televisión: impacto en la infancia (2000)
- Charlando sobre la infancia (2000)
- El futuro de la infancia (2001)
- Tratado de psicología forense (2002, editor)
- Agresor sexual (2003)
- Jauría humana: cine y psicología (2004)
- Escuela práctica para padres (2004)
- El pequeño dictador, cuando los padres son las víctimas (2007)
- ¿Qué ocultan nuestros hijos? (2008)
- Educar con sentido común (2009)
- Secretos de consulta (2009)
- Mi hijo y las nuevas tecnologías (2011)
- Mapa sentimental (2012)
- Psicohigiene: El cuidado de uno mismo y de los demás (2014)
- El pequeño dictador crece : padres e hijos en conflicto (2015)
- Primeros auxilios emocionales para niños y adolescentes: Guía para padres (2017)